# Vind Sogn
Vind Sogn er et sogn i Herning Nordre Provsti (Viborg Stift).
I 1800-tallet var Vind Sogn anneks til Vinding Sogn. Begge sogne hørte til Ulfborg Herred i Ringkøbing Amt. Vinding-Vind sognekommune blev ved kommunalreformen i 1970 indlemmet i Trehøje Kommune, der ved strukturreformen i 2007 indgik i Herning Kommune.
I Vind Sogn ligger Vind Kirke.
I sognet findes følgende autoriserede stednavne:
- Bar (ejerlav, landbrugsejendom)
- Gulknap (areal)
- Hulhøj (areal)
- Kirkegård (bebyggelse, ejerlav)
- Kællinghøj (areal)
- Lukbakke (areal)
- Løvsig Mose (areal)
- Præstbjerg (areal)
- Røjkær (bebyggelse, ejerlav)
- Skallebakke (areal)
- Sparretoft (bebyggelse)
- Stråsø (bebyggelse, ejerlav)
- Stråsø Plantage (areal)
- Troldtoft (bebyggelse, ejerlav)
- Vind (bebyggelse)
- Vind Kirkeby (bebyggelse)
- Vind Plantage (areal)
- Vindby (bebyggelse, ejerlav)
- Vindgab (bebyggelse, ejerlav)
- Vingtoft (bebyggelse)
- Voldsted Bjerg (areal)